# 4-氨基-3-肼基-5-巯基-1,2,4-三唑
4-氨基-3-肼基-5-巯基-1,2,4-三唑是一种有机化合物，化学式为SC2N3H(NH2)(N2H3)，它是具有氨基、硫代酰胺和肼基官能团的1,2,4-三唑化合物。X射线衍射结果表明，它是一个具有C=S双键的极性分子。它可由肼和硫脲反应得到：
2 SC(NH2)2  +  3 N2H4   →   SC2N3H(NH2)(N2H3)  +  4 NH3  +  H2S
它可作为醛的比色检测试剂。